# الطيب كحل العيون
الطيب كحل العيون (1931 - 18 يناير 2025)، أحد أبرز أعلام القرآن الكريم في المغرب، ملقب بـ «شيخ قراء المغرب».
يُصنف الشيخ الطيب كحل العيون قيدوم قراء المغرب وأحد أبرز أعلام تلاوة القرآن الكريم بالترتيل المغربي الأصيل، إذ بزغ نجمه كأحد رواد التلاوة عبر أثير إذاعة دار سي سعيد بمراكش.

## حياته
وُلد الشيخ الطيب كحل العيون عام 1931 بمدينة مراكش حيث حفظ القرآن الكريم كاملا قبل بلوغه سن الثانية عشرة، وتميز بمسيرة علمية حافلة، ابتدأت من مسجد ابن يوسف الشهير بمدينة مراكش حيث تولى إمامة التراويح في سن السادسة عشرة، وصولا إلى تلاوة القرآن الكريم أمام الملك الراحل محمد الخامس العلوي في مناسبة احتفالية بمنطقة أحمر، كما استكمل دراسته بجامعة ابن يوسف قبل أن ينتقل إلى القاهرة ليواصل تحصيله بكلية دار العلوم (جامعة القاهرة)، ونال شهادة عليا في علوم القرآن والسنة من دار الحديث الحسنية. حظي في ثمانينات القرن العشرين بثقة الملك الحسن الثاني العلوي، الذي عينه لتدريس القرآن الكريم والمواد الإسلامية لأفراد الأسرة الملكية، ومن بينهم الأميرات والأمير رشيد العلوي.

## وفاته
توفي يوم السبت 18 يناير 2025، بمدينة الرباط، عن عمر ناهز 94 عاما. ووري جثمانه الثرى بمقبرة الشهداء بمدينة الرباط، بعد أداء صلاة الجنازة عليه عصر يوم السبت بمسجد الشهداء بحي أكدال، وسط حضور غفير من محبيه وطلابه وأفراد أسرته.